# サンティアゴ (チリ)
サンティアゴ・デ・チレ（Santiago de Chile）は、チリの首都。中央部の盆地に位置する。一般には単にサンティアゴ、またはサンチャゴと呼称する。首都機能を有するが、国会はバルパライソにある。南アメリカ有数の世界都市でもある。

## 歴史

### 植民地時代

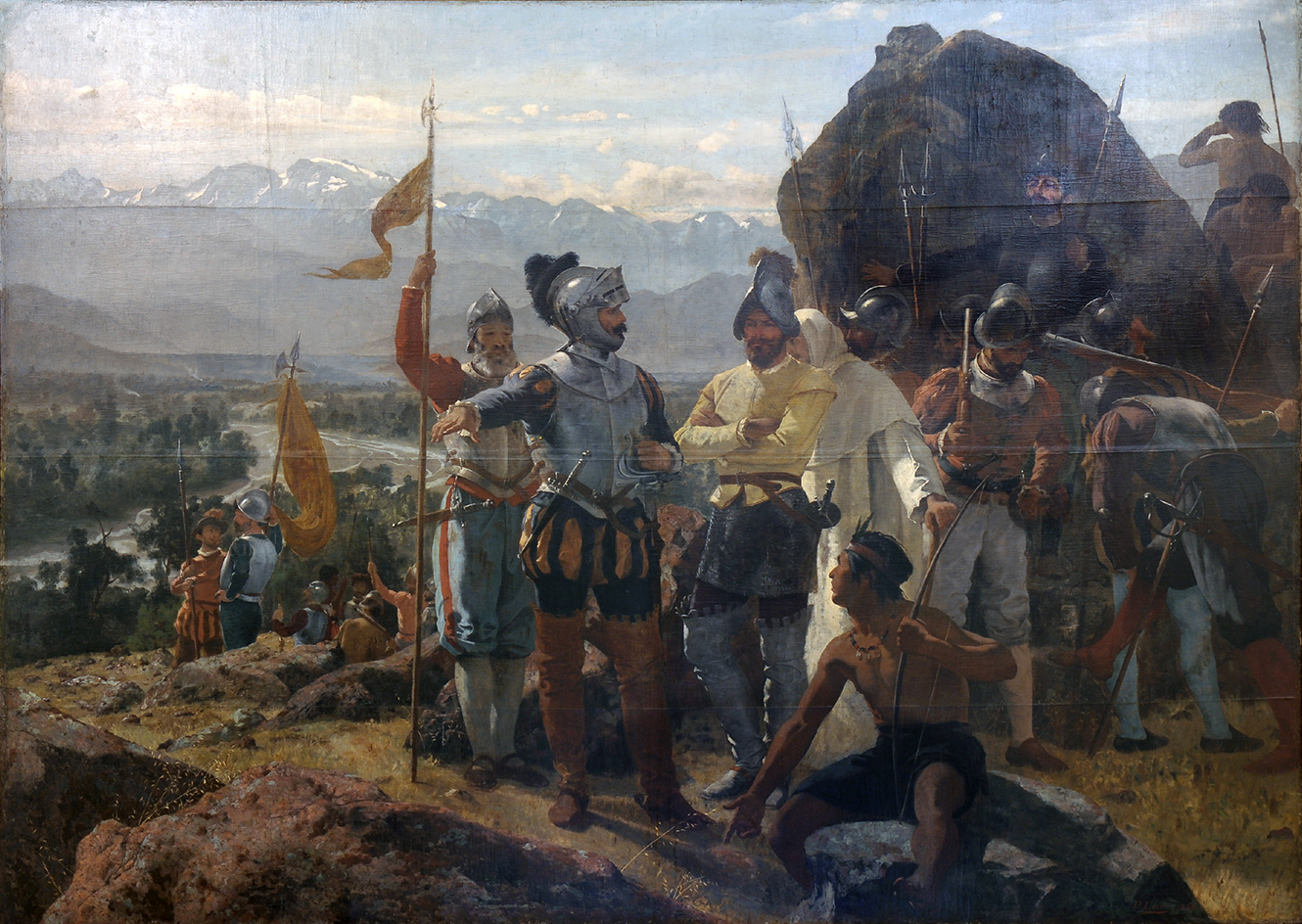
『サンティアゴの建設』 («La fundación de Santiago») 、ペドロ・デ・バルディビアにより、1541年2月12日に市が建設された様子を描いている。ペドロ・リラ画（1858年）

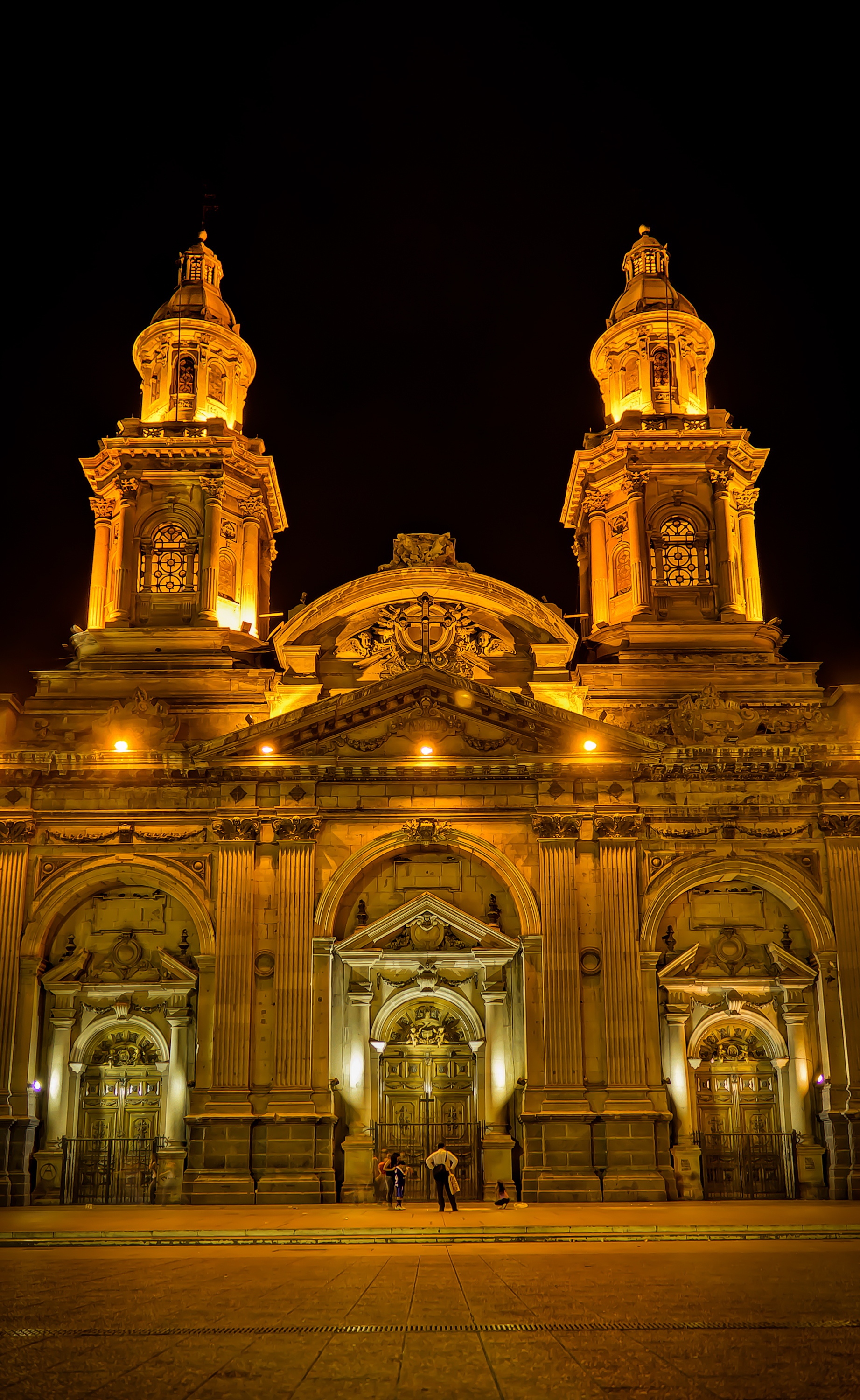
メトロポリタン大聖堂は、植民地時代の建築の中で最も代表的な建物の一つ。

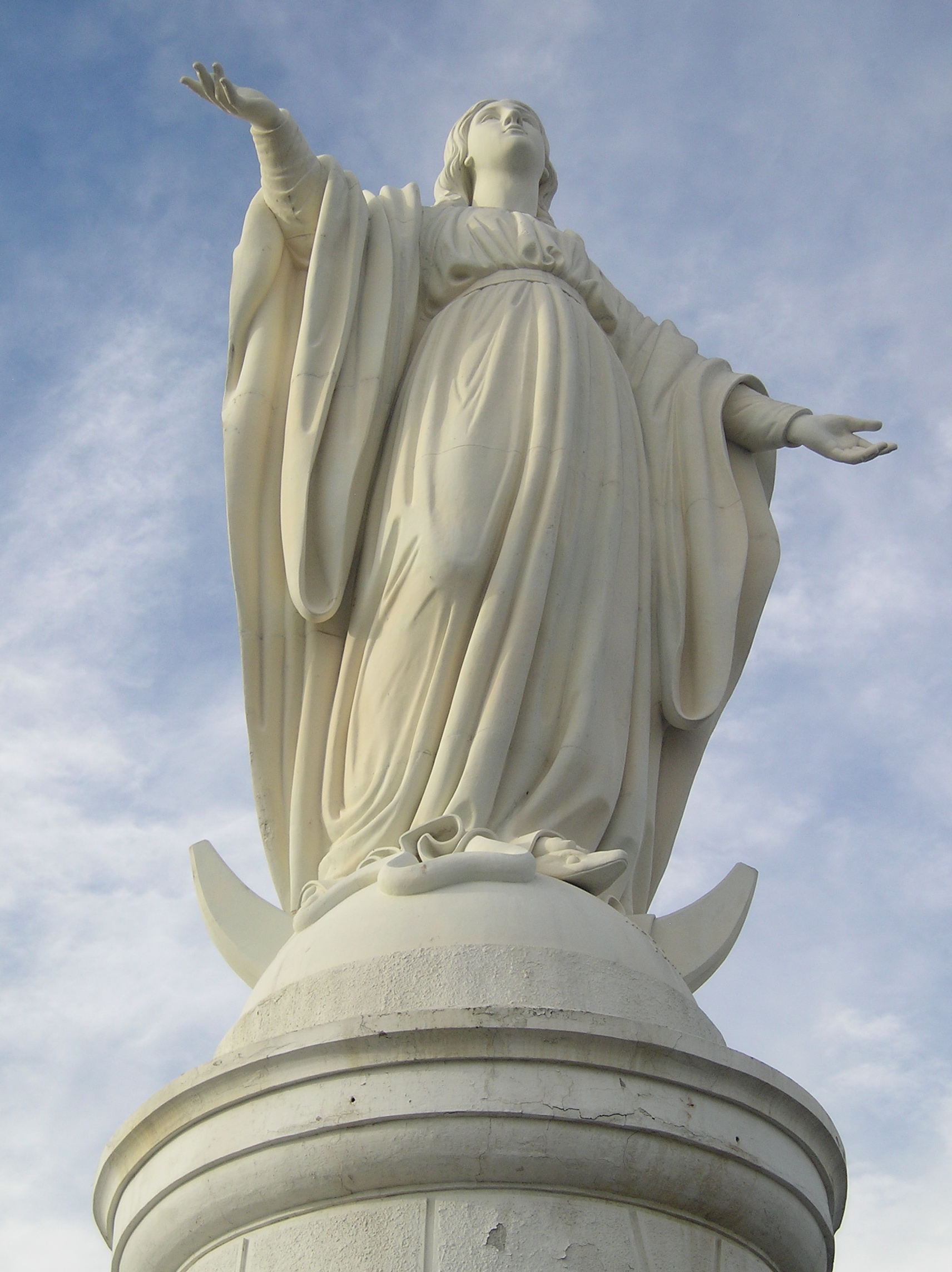
セロサンクリストバルで聖母マリアの像は、街の主要なシンボルの一つである。

サンティアゴは、1541年2月12日にスペイン人の征服者ペドロ・デ・バルディビアによりサンティアゴ・デ・ヌエバ・エクストレマドゥーラ (Santiago de Nueva Extremadura) 市として建設された。起工式はウエレン・イル (Huelén Hill) （現サンタ・ルシア・イルで行われた。バルディビアがこの場所に都市を建設した理由は、穏やかな気候と市中央部を横断するマポチョ川がマプーチェ族からの防衛線になるためであったといわれる。
最初の建築物は、チリ中部に居住していたインディオの部族の一つピクンチェ族の人々の協力で作られた。
マポチョ川の南部にある湿地は水が抜かれ、アラメダ (Alameda)（現アベニーダ・アラメダ・リベルタドール・ベルナルド・オイヒンスという遊歩道に変えられた。

### 独立後
1810年から1818年のチリ独立戦争の結果、1818年にベルナルド・オイギンス、ホセ・デ・サン・マルティンらの活躍によりチリが解放されると、市南西部であったマイプーの戦いで若干の被害を受けたものの、サンティアゴは正式にチリ共和国の首都に指名された。
太平洋戦争に勝利すると、1880年代はペルー、ボリビアから併合したチリ北部で硝石が産出され、国が繁栄したことにより、首都サンティアゴも発展した。1930年代には、サンティアゴの近代化が始まり、チリ各地から人々が集まり、人口も増加した。1973年9月に起きたクーデターは映画「サンチャゴに雨が降る」 (1975年) でアジェンデ大統領誕生からの顛末が描かれる。1985年に地震が発生し、中心部の歴史的建造物が破壊された。1990年には、国会議事堂が約120km離れたバルパライソに移転している。
2019年10月18日、地下鉄料金値上げに抗議する学生らのデモが暴動に発展（チリ暴動 (2019年-2020年)）。機動隊らが多数のデモ参加者を拘束したほか、地下鉄施設やスーパーマーケットなどが火炎瓶などで放火され死傷者が発生した。
2020年5月、2019新型コロナウイルスの感染が拡大。国内における1日当たりの新規感染者数は2600人を超え、8割近くが首都圏に集中したことから、5月15日、政府はサンティアゴにロックダウンを行い外出を禁止する一方、約2000人分の墓地の設置を進めた。

## 行政区分
サンティアゴは、以下の32区（首都州と一致）で構成される。各区には4年おきの選挙で選ばれる区長（スペイン語: alcalde）がいる。
- サンティアゴ区 (Santiago)
- セリージョス区 (Cerrillos)
- セーロ・ナビア区 (Cerro Navia)
- コンチャリー区 (Conchalí)
- エル・ボスケ区 (El Bosque)
- エスタション・セントラル区 (Estación Central)
- ウエチュラーバ区 (Huechuraba)
- インデペンデンシア区 (Independencia)
- ラ・システルナ区 (La Cisterna)
- ラ・フロリーダ区 (La Florida)
- サン・ラモン区 (San Ramón)
- ラ・グランハ区 (La Granja)
- ラ・ピンターナ区 (La Pintana)
- ラ・レイナ区 (La Reina)
- ラス・コンデス区 (Las Condes)
- ロ・バルネチェア区 (Lo Barnechea)
- ロ・エスペホ区 (Lo Espejo)
- ロ・プラード区 (Lo Prado)
- マクル区 (Macul)
- マイプー区 (Maipú (Chile))
- ニュニョーア区 (Ñuñoa)
- ペドロ・アギーレ・セルダ区 (Pedro Aguirre Cerda)
- ペニャロレン区 (Peñalolén)
- プロビデンシア区 (Providencia)
- プダウエル区 (Pudahuel)
- キリクーラ区 (Quilicura)
- キンタ・ノルマル区 (Quinta Normal)
- レコレータ区 (Recoleta)
- レンカ区 (Renca)
- サン・ホアキン区 (San Joaquín)
- サン・ミゲル区 (San Miguel)
- タラガンテ区 (Talagante)
- ビタクーラ区 (Vitacura)

## 気候
サンティアゴは地中海性気候で、夏（10月から3月）は比較的暖かく乾燥し、最高気温が35度まで上がる日もある。冬（6月から8月）は湿度が高く、普段は最高気温は15度くらいだが、低い日は0度近くまで下がる。年間降水量は約324mm。
降水は冬季に集中し、サンティアゴ市内でも雪が降ることもあり、周辺の山々は豊富な積雪量を誇る南半球最大のスキーリゾートとなっている。
盆地に位置するためスモッグや大気汚染がひどく、冬の数ヶ月間はサンティアゴに溜まることがある。政府は大気汚染を減らすために、重工業の工場を盆地から出ていくよう誘導したが、失敗に終わった。
| サンティアゴ (1972-1999年)の気候                       | サンティアゴ (1972-1999年)の気候 | サンティアゴ (1972-1999年)の気候 | サンティアゴ (1972-1999年)の気候 | サンティアゴ (1972-1999年)の気候 | サンティアゴ (1972-1999年)の気候 | サンティアゴ (1972-1999年)の気候 | サンティアゴ (1972-1999年)の気候 | サンティアゴ (1972-1999年)の気候 | サンティアゴ (1972-1999年)の気候 | サンティアゴ (1972-1999年)の気候 | サンティアゴ (1972-1999年)の気候 | サンティアゴ (1972-1999年)の気候 | サンティアゴ (1972-1999年)の気候 |
| 月                                                     | 1月                              | 2月                              | 3月                              | 4月                              | 5月                              | 6月                              | 7月                              | 8月                              | 9月                              | 10月                             | 11月                             | 12月                             | 年                               |
| ------------------------------------------------------ | -------------------------------- | -------------------------------- | -------------------------------- | -------------------------------- | -------------------------------- | -------------------------------- | -------------------------------- | -------------------------------- | -------------------------------- | -------------------------------- | -------------------------------- | -------------------------------- | -------------------------------- |
| 最高気温記録 °C （°F）                                 | 36 (97)                          | 37 (99)                          | 34 (93)                          | 31 (88)                          | 31 (88)                          | 27 (81)                          | 27 (81)                          | 29 (84)                          | 31 (88)                          | 33 (91)                          | 36 (97)                          | 37 (99)                          | 37 (99)                          |
| 平均最高気温 °C （°F）                                 | 29.7 (85.5)                      | 29.1 (84.4)                      | 26.9 (80.4)                      | 23.3 (73.9)                      | 18.7 (65.7)                      | 15.2 (59.4)                      | 14.9 (58.8)                      | 16.7 (62.1)                      | 19.0 (66.2)                      | 22.3 (72.1)                      | 25.4 (77.7)                      | 28.4 (83.1)                      | 22.47 (72.44)                    |
| 平均最低気温 °C （°F）                                 | 13.0 (55.4)                      | 12.4 (54.3)                      | 10.7 (51.3)                      | 8.0 (46.4)                       | 6.3 (43.3)                       | 4.3 (39.7)                       | 3.9 (39)                         | 4.8 (40.6)                       | 6.1 (43)                         | 8.2 (46.8)                       | 10.1 (50.2)                      | 12.0 (53.6)                      | 8.32 (46.97)                     |
| 最低気温記録 °C （°F）                                 | 6 (43)                           | 6 (43)                           | 3 (37)                           | 1 (34)                           | −3 (27)                          | −5 (23)                          | −7 (19)                          | −6 (21)                          | −2 (28)                          | −1 (30)                          | 2 (36)                           | 2 (36)                           | −7 (19)                          |
| 降水量 mm （inch）                                     | 0.4 (0.016)                      | 0.8 (0.031)                      | 3.2 (0.126)                      | 10.4 (0.409)                     | 42.2 (1.661)                     | 70.4 (2.772)                     | 86.6 (3.409)                     | 51.8 (2.039)                     | 22.0 (0.866)                     | 13.4 (0.528)                     | 9.2 (0.362)                      | 2.1 (0.083)                      | 312.5 (12.302)                   |
| 平均降雨日数                                           | 1                                | 1                                | 2                                | 2                                | 6                                | 7                                | 8                                | 6                                | 4                                | 2                                | 2                                | 1                                | 42                               |
| % 湿度                                                 | 54                               | 59                               | 63                               | 68                               | 75                               | 79                               | 76                               | 75                               | 72                               | 67                               | 58                               | 53                               | 66.6                             |
| 平均月間日照時間                                       | 322.4                            | 279.7                            | 263.5                            | 186.0                            | 117.8                            | 90.0                             | 108.5                            | 139.5                            | 159.0                            | 207.7                            | 267.0                            | 322.4                            | 2,463.5                          |
| 出典1：World Meteorological Organization               |                                  |                                  |                                  |                                  |                                  |                                  |                                  |                                  |                                  |                                  |                                  |                                  |                                  |
| 出典2：BBC Weather for record highs, lows and humidity |                                  |                                  |                                  |                                  |                                  |                                  |                                  |                                  |                                  |                                  |                                  |                                  |                                  |

## 交通

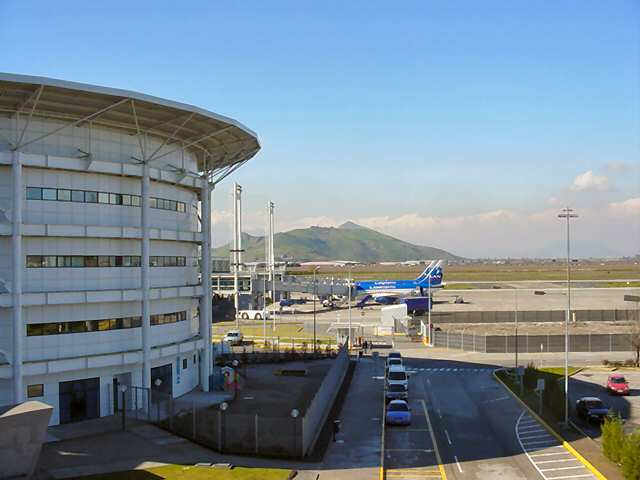
アルトゥーロ・メリノ・ベニテス国際空港

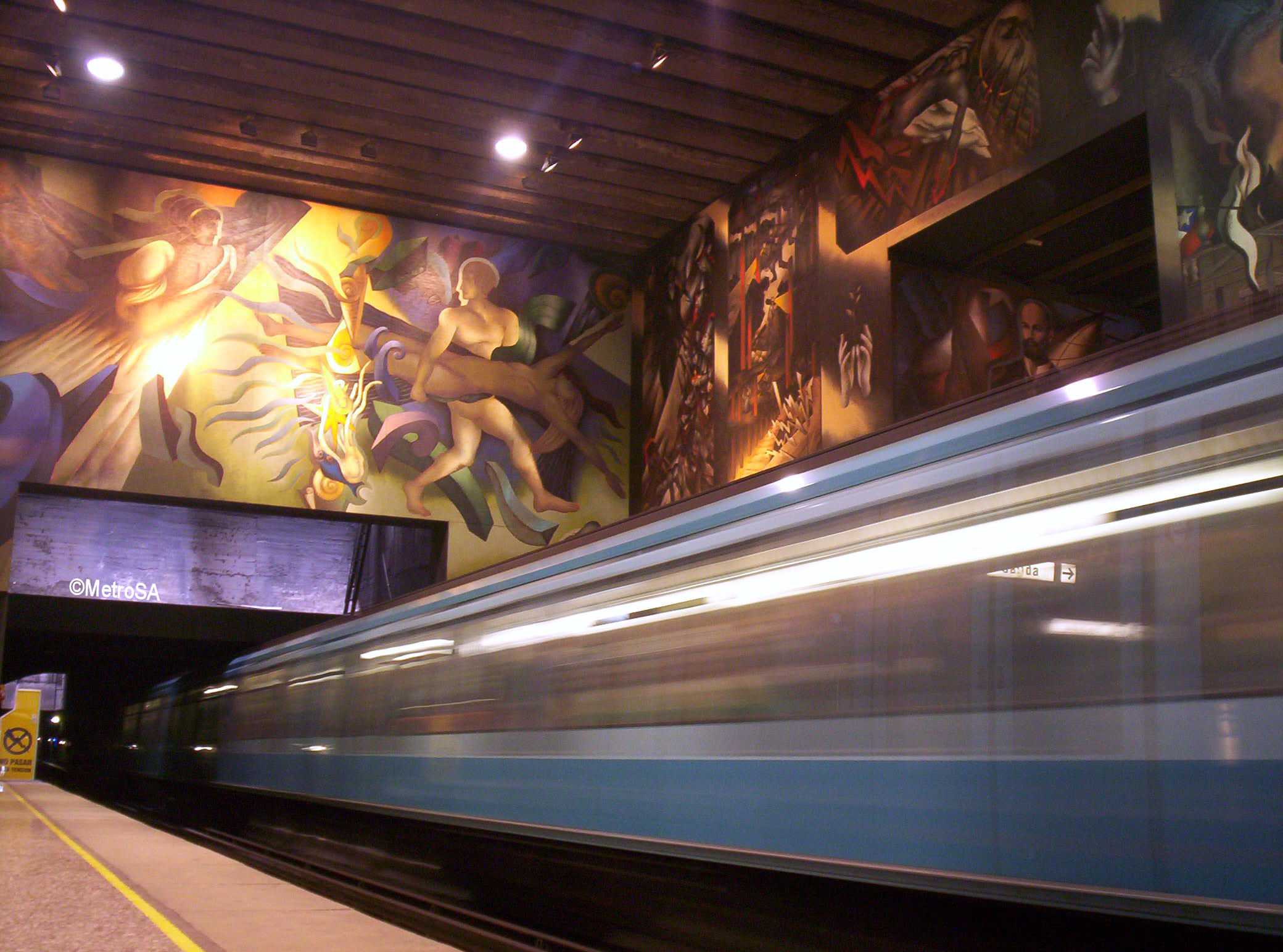
サンティアゴの地下鉄

### 空港
サンティアゴの表玄関となる空港はアルトゥーロ・メリノ・ベニテス国際空港で、南米では設備の整った空港である。

### 鉄道
サンティアゴの鉄道は、中央（アラメダ）駅 (Estación Central)をターミナルに、チリ国鉄によって近郊電車と中長距離列車が走っている。かつてはチリ北部の各地やアンデス山脈を越えたアルゼンチンのメンドーサへ向かう長距離列車（途中での乗り換えを含む）や中部バルパライソ、ロスアンデスへ向かう中距離電車も発着していたが、現在は中南部や南部への列車や近郊電車が中心となっている。
- サンティアゴ - コンセプシオン・テムコ夜行列車 - 季節運行の都市間夜行列車。名前の通り、南部のコンセプシオンやテムコへ向かう。プエルトモントを発着する寝台付きの列車は運休中。
- メトロトレン - 近郊電車。ランカグアまで運行。
- メリトレン - 計画中の近郊電車。メリピージャまで運行予定。
- サンティアゴ - タルカ・チジャン電車 - "TerraSur"（テラスール）という愛称を持つ中距離電車。チリ中部のタルカを経由し約400 km南のチジャンを最高時速150 kmで結ぶ。
- サンティアゴ＝バトゥコ電車 - 計画中の近郊電車。サンティアゴ地下鉄のキンタ・ノルマル駅とバトゥコ駅を結ぶ予定。

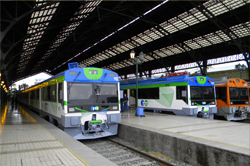
メトロトレン
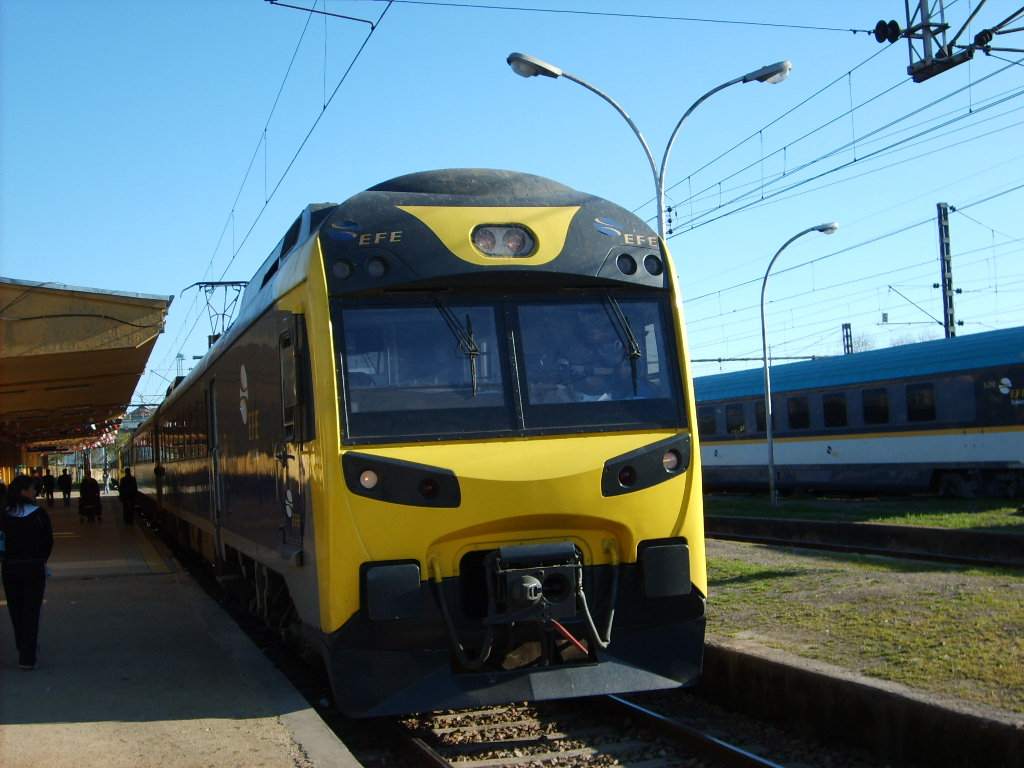
サンティアゴ - タルカ・チジャン電車 "TerraSur"

### 地下鉄
サンティアゴには、フランスの協力で建設された5路線の地下鉄（メトロ）があり、数年以内に新たに2路線の開通が予定されている。比較的安全な交通機関として信頼されている。

### タクシー
サンティアゴのタクシーは、通りで拾って乗ることができ、普通は黒いボディーに黄色い屋根をしている。他にコレクティーボ (Colectivos) と呼ばれる乗り合いタクシーがあり、固定料金で決められた道を走る。

### 高速道路
サンティアゴ市内と空港を結ぶ大規模な有料高速道路が2005年に開通した。

## 教育
- チリ大学
- サンティアゴ・デ・チレ大学
- チリ・カトリック大学

## 文化

### 遺産やモニュメント
サンティアゴの首都圏には、歴史的・考古学的建造物やなどが多数位置している。エルプローモ (El Plomo)、教会、サンフランシスコの修道院、ラ·モネダ宮殿のインカの聖域、サンティグイノモニュメントはユネスコ世界遺産候補として提案されている。

### スポーツ
市内から30～50km程度の場所のアンデス山脈中にバジェ・ネバド、パルバ、ファレジュネス等の中南米最大級のスキーリゾートがあり、標高3000m～5000m地点に滑走コースが作られている。これらのスキーリゾートでは国際大会が開かれており、サンティアゴは冬季オリンピックの招致活動の動きもある。
ATPツアーのベルサウス・オープンが1993年から2000年まで、モビスター・オープンが2010年から同地で新たに開催されている。

## ギャラリー
- 証券取引所
- サンティアゴ大聖堂
- エンテル・タワー
- アラメダ通り
- サンティアゴ遠景
- テレフォニカ・チレ・タワー
- セロ・エル・プロモ通り
- 下町の風景
- 衛星から見たサンティアゴ
- サンティアゴ中央駅
- メトロトレンの車両
- パルバスキー場
- ファレジュネススキー場

## 姉妹都市
- 東京、日本国
- ブエノスアイレス、アルゼンチン
- グアヤキル、エクアドル
- サンパウロ市、ブラジル
- ケレタロ、メキシコ
- マイアミ、アメリカ合衆国
- ミネアポリス、アメリカ合衆国
- パリ、フランス
- マドリード、スペイン
- リガ、ラトビア
- アンカラ、トルコ
- チュニス、チュニジア
- ロンドン、イギリス
- 北京、中華人民共和国
- メキシコシティ、メキシコ
- タンジェ、モロッコ[5]